# パイパー PA-44

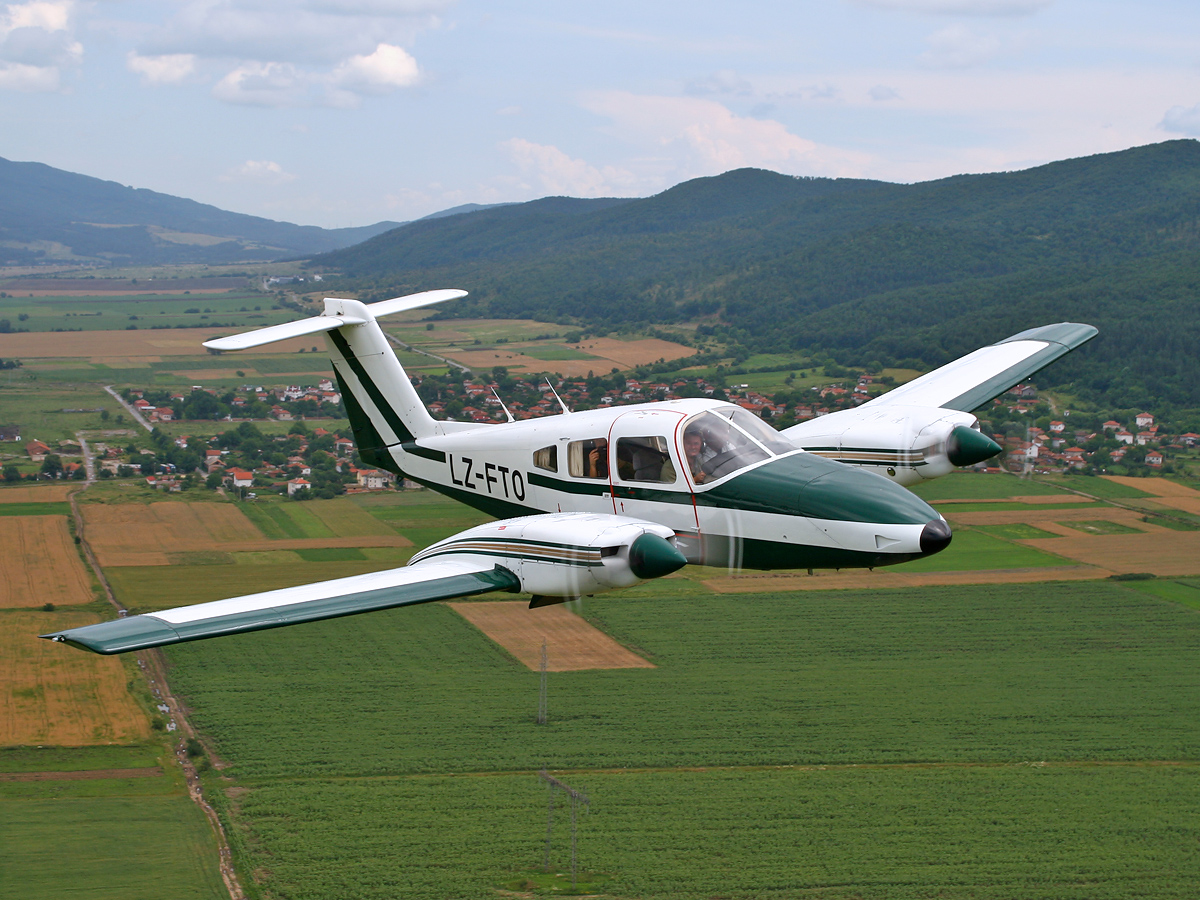
PA-44 セミノール

パイパー PA-44 セミノール（Piper PA-44 Seminole）は、アメリカ合衆国の航空機メーカー・パイパー・エアクラフトが製造するレシプロ双発の軽飛行機。
個人用の他、民間パイロットの練習機として利用される。

## 概要
1976年5月に初飛行したセミノールは、チェロキーシリーズを元に開発された4座席の双発機である。T字型の尾翼を持ち、エンジンはライカミング・エンジンズ製O-360-E1A6DあるいはO-360-A1H6（どちらも180馬力）を左右逆回転にして搭載する。1978年2月21日にPA-44-180の名称で発売が開始され、1980年4月24日にはターボチャージャー付きTO-360-E1A6Dエンジンを搭載したPA-44-180T ターボ・セミノール（Turbo Seminole）も発売された。
両機種は1982年末までに合計431機が作られたところで生産を一旦終了、1988年に生産を再開したものの、あまり受注を得られず、わずか2年間で再び生産中止となった。しかし1995年からは再度生産が復活し、現在も続いている。

## 要目（PA-44-180T）
- 全長：8.41 m
- 全幅：11.77 m
- 全高：2.59 m
- 翼面積：17.08 m2
- 自重：1,116 kg
- 最大離陸重量：1,780 kg
- エンジン：ライカミング・エンジンズ TO/LTO-360-E1A6D 水平4気筒ピストンエンジン（180馬力） 各1基
- 最大速度：364 km/h=M0.30（最適高度）
- 証明認定高度：6,095 m
- 航続距離：1,519 km
- ペイロード：乗客最大3名
- 乗員：1名